# Dónal Murphy
Dónal Murphy is een Ierse diatonische accordeonspeler, hij is geboren in Birmingham, Engeland, en hij verhuisde in 1975 met zijn van oorsprong Ierse familie naar  Abbeyfeale, County Limerick, Ierland. Op achtjarige leeftijd begon hij al te spelen op de tin whistle. Maar later stapte hij over op de diatonische accordeon en won daar verscheidene titels mee.
Later toerde hij door Ierland, Engeland, de Verenigde Staten, Sardinië en Japan  
met Comhaltas Ceoltóirí Éireann. 
In 1990 vormde hij met Cathal Hayden (viool) en Brian McGrath (banjo) de groep Four Men & A Dog.  Dónal ging bij de band weg in 1993. Daarna volgde in 1995 een verbond met Matt Cranitch (viool) en Tommy O'Sullivan (zanger en gitarist) en zij begonnen te spelen met Sliabh Notes.
Met Sliabh Notes speelden zij onder andere bij het North Texas Irish Festival, in Kopenhagen, Denemarken en natuurlijk in Ierland. Zij brachten drie albums tot stand.

## Discografie
- Sliabh Notes - 1995
- Gleanntan –  met Sliabh Notes - 1999
- Along Blackwater’s Banks - met Sliabh Notes -  2001
- Maybe Tonight, met Four Man and A Dog – 1990
- Barking Mad, met Four  Man and A Dog - 1991